# Alatna River
Der Alatna River ist ein etwa 300 Kilometer langer rechter Nebenfluss des Koyukuk River im US-amerikanischen Bundesstaat Alaska.

## Verlauf
Der Alatna entspringt als kleines Rinnsal aus dem Gaedeke Lake in den Endicott Mountains im Herzen der Brooks Range im Gates-of-the-Arctic-Nationalpark, etwa 100 Kilometer nördlich des Polarkreises. Er fließt in südöstlicher Richtung und mündet bei Allakaket am Polarkreis in den Koyukuk River.
Die oberen 133 Kilometer des Alatna haben den Status eines schützenswerten National Wild and Scenic Rivers im Sinne der Alaska National Interest Lands Conservation Act. Dieser Flussabschnitt wird auch „Alatna Wild River“ genannt und vom National Park Service verwaltet.

## Wassersport
Der ab dem Circle Lake ruhig fließende Alatna ist ein beliebter Fluss für Kanuten. Der Circle Lake und der Takahula Lake sind mit dem Wasserflugzeug erreichbar. Ausgebootet wird meist in Allakaket, 135 Kilometer flussabwärts des Circle Lake und 120 Kilometer flussabwärts des Takahula Lakes.